# César Guinle
César Guinle (,  — , ) foi um engenheiro e político brasileiro, prefeito da cidade de Nova Friburgo.

## Biografia e carreira política
César Guinle era formado em engenharia, integrante da tradicional família Guinle. Doou muitos de seus bens à municipalidade de Nova Friburgo e a entidades assistenciais ou esportivas. Como exemplo citam-se o terreno da Praça 1º de Maio, em Olaria, o da Paróquia de Nossa Senhora das Graças, e do Grupo Escolar Padre Yabar. Para o Friburguense Atlético Clube (na época chamado de Fluminense Futebol Clube) doou uma área de 22 mil metros quadrados para que ali fosse construído o estádio que hoje leva o nome de seu pai: Eduardo Guinle. Ainda cedeu a mansão do Parque São Clemente que seu pai havia comprado dos herdeiros do Conde de Nova Friburgo, para ali ser instalado o Nova Friburgo Country Clube.
Apoiado pelo grupo político de Galdino do Vale, César Guinle foi eleito pela União Democrática Nacional (UDN) prefeito da cidade de Nova Friburgo, no período de 12 de outubro de 1947 a 31 de janeiro de 1951. Entre outras iniciativas suas como prefeito destaca-se a conclusão da dragagem e retificou o curso do rio Bengalas, assim como construiu galerias de esgotos e águas pluviais por toda a cidade, resolvendo, pelo menos em parte, o problema das grandes inundações que afligiam a população; concomitantemente abre a Avenida Suíça na margem do Rio Bengalas.
No setor educacional cria o Colégio Municipal Rui Barbosa, desenvolve o ensino municipal, firma convênio com a Fundação Getúlio Vargas para a instalação do "Colégio Nova Friburgo".
O seu governo promoveu a aquisição do controle acionário da Companhia Telefônica e o início da construção e instalação do sistema de telefonia automático; que, até então, eram telefones de manivela. César Guinle abriu inúmeras ruas no atual bairro Bela Vista, dando a elas nomes de estados brasileiros. Doou uma área enorme em Olaria, para que fossem construídas 120 casas populares, no mesmo bairro realizou pavimentação de logradouros. Construiu inúmeros jardins e praças no centro e nos bairros, assim como melhorou os já existentes.
No plano rodoviário foi aberta a estrada que liga os distritos Lumiar a São Pedro da Serra, permitindo o escoamento dos seus produtos agrícolas cultivados. Em sua administração os governos Federal e Estadual, de Amaral Peixoto, fizeram a ligação rodoviária da cidade com Niterói (então capital do estado) através da Rodovia Tronco Norte Fluminense (atuais RJ-104 e RJ-116)
Houve vários avanços na área da saúde, construiu o Hospital Regional (atual Hospital Raul Sertã) em convênio com o governo federal. A assistência médica e sanitária do município tornou-se uma das mais completas do Estado, sendo prestada pela Santa Casa de Misericórdia, o Instituto de Pronto Socorro e Policlínica, a Casa de Saúde Nova Friburgo, o Sanatório Naval de Nova Friburgo, a Legião Brasileira de Assistência (LBA), que mantinha um posto de puericultura e centros de saúde na sede do município e postos de higiene nos distritos. Constrói o novo Matadouro Público Municipal.
Fez a modificação do Código Tributário, possibilitando maiores arrecadações ao Município.
Depois que saiu da Prefeitura, foi eleito deputado estadual. Logo após, foi presidente do BERJ] -  que mais tarde se transformou no BANERJ, hoje extinto), ampliando o número de agências de 17 para 57. Foi, a seguir, presidente do Banco de Desenvolvimento do Estado do Rio de Janeiro.